# Contea di San Patricio
La contea di San Patricio in inglese San Patricio County è una contea dello Stato del Texas, negli Stati Uniti. La popolazione al censimento del 2010 era di 64 804 abitanti. Il capoluogo di contea è Sinton.

## Geografia
| Anno | Popolazione | ±%     |
| ---- | ----------- | ------ |
| 1850 | 200         | Note:  |
| 1860 | 620         | 210,0% |
| 1870 | 602         | −2,9%  |
| 1880 | 1 010       | 67,8%  |
| 1890 | 1 312       | 29,9%  |
| 1900 | 2 372       | 80,8%  |
| 1910 | 7 307       | 208,1% |
| 1920 | 11 386      | 55,8%  |
| 1930 | 23 836      | 109,3% |
| 1940 | 28 871      | 21,1%  |
| 1950 | 35 842      | 24,1%  |
| 1960 | 45 021      | 25,6%  |
| 1970 | 47 288      | 5,0%   |
| 1980 | 58 013      | 22,7%  |
| 1990 | 58 749      | 1,3%   |
| 2000 | 67 138      | 14,3%  |
| 2010 | 64 804      | −3,5%  |

Secondo l'Ufficio del censimento degli Stati Uniti d'America la contea ha un'area totale di 708 miglia quadrate (1830 km²), di cui 693 miglia quadrate (1790 km²) sono terra, mentre 14 miglia quadrate (36 km², corrispondenti al 2,0% del territorio) sono costituiti dall'acqua.

### Strade principali
- Interstate 37
- U.S. Highway 77
- Interstate 69E (in costruzione)
- U.S. Highway 181
- State Highway 35
- State Highway 188
- State Highway 359
- State Highway 361
- Farm to Market Road 136

### Contee adiacenti
- Bee County (nord)
- Refugio County (nord)
- Aransas County (nord-est)
- Nueces County (sud)
- Jim Wells County (sud-ovest)
- Live Oak County (nord-ovest)